# Прва аустријска република
Прва аустријска република или Савезна Аустрија, била је аустријска држава настала након потписивања Споразума из Сен Жермена у септембру 1919. Овим споразумом престала је постојати Немачка Аустрија, држава која је настала након распада Аустроугарске. Аустрија је била "de facto" република, иако њен устав не помиње такво име.
Постојање Прве републике остало је упамћено по оштром сукобу и тензијама између политичке деснице и левице. Врхунац тих сукоба била је Јулска буна из 1927. Аустријски устав ступио је на снагу 1920, а измјењен је и допуњен 1929. Престанак постојања Федералне Државе Аустрије различито се тумачи. По некима Федерална Држава престаје постојати када на власт долазе аустрофашисти 1934. након Аустријског грађанског рата. Али нова влада је наставила да користи старо уставно име државе - "Bundesstaat Österreich". За друге, Савезна држава је нестала са свјетске сцене са Аншлусом из 1938. године.

## Формирање државе
Године 1919. присилом од стране Антанте, престаје да постоји Немачка Аустрија потписивањем Споразума из Сен Жермена. Тим споразумом нека њемачка подручја предата су другим државама, Судети Чехословачкој, њемачки Тирол Италији, а дио јужне Аустрије предан је Краљевини СХС. Нијемци у Аустрији били су бијесни због тога што је овај споразум прекршио "четрнаест тачака" америчког председника Вудроа Вилсона у мировним преговорима. Једна од тачака уговора била је самоопредељење свих народа. Аустрија је успјела да сачува још двије покрајине које су тражиле друге државе. Први је био југоисточни дио регије Корушка насељеног Словенцима, тако што су 20. октобра 1920. године, аустријски Словенци гласали за останак у Аустрији. Други регион - Градишће или Бургенланд је тражила Мађарска. Ова област је такође била дио Мађарске од 1647. године, али већину становника Бургенланда су били Нијемци, уз значајну хрватску и мађарску мањину. По споразуму из Сен Жермена, ови региони су остали у Аустрији. Аустрија је такође тражила град Шопрон, али је остао у Мађарској.
Након Првог свјетског рата, Аустријом је управљала десничарска и љевичарска коалиција која је остварила значајан напредак радом на социоекономским и радним законима. У истој коалицији је 1920. године донесен Аустријски устав. Међутим, новом Аустријом је и даље било тешко управљати због заузимања регија које су раније биле значајан економски фактор. Ствари су биле још компликованије јер су аустроугарске државе зависиле од Бечке банке.

## Политика од 1920. до 1932. године
Послије 1920. аустријском владом доминира Хришћанска социјална странка која је била у блиском контакту са Католичком црквом. Први канцелер из ове партије, Игназ Сејпел покушао је да створи савез између богатих индустријалаца и католичких крсташа. Иако је на власти била мирна странка, државна политика била је жестока и насилна и од стране лијевице и деснице. Та два ривала била су у сталном сукобу. Године 1927. лијевичари су направили масовни протест када су припадници десничарских паравојски били осуђени због убиства припадника ривалске странке. Велики протест познат под називом Јулска буна је ућуткана од стране полиције, а неколико демонстраната је погинуло. Насиље у Аустрији одуговлачило се до 1930-их када је Енгелберт Долфус постао канцелар.

## Аустрофашизам
Канцелар Енгелберт Долфус, члан Хришћанске социјалне странке, на власт долази 1932. Под његовим вођством Аустрија се приближава тоталитаризму. У марту 1933. Доллфус распушта Националну скупштину и ставља парламент ван функције.
Његова влада такмичила се са Националсоцијалистичком немачком радничком партијом која је жељела ујединити Аустрију са Нацистичком Немачком. Долфусов аустрофашизам везао је аустријску владу са Католичком цкрвом и један од разлога зашто се није хтио ујединити са Њемачком био је тај што је у Њемачкој већинско становништво било протестантско. Убрзо постоје сукоби између националних социјалиста, социјалиста и аустрофашиста.
Године 1934, 1. маја Долфус успоставља једнопартијску државу у Аустрији. Федерално вијеће је ограничено са радом док је избор за Национално вијеће укинут. Држава је преузела потпуну власт над односима послодавац-запослени, што је било познато као Ständestaat, а почиње се проводити и репресивна политика против националсоцијалиста и симпатизера уједињења са Њемачком. Националсоцијалисти узвраћају атентатом на Долфуса 25. јула 1934. године.
Наследник Долфуса, Курт фон Шушниг, наставио је са репресијом према националистичким социјалистима, али је распустио десничарску паравојску Хајмвер 1936. године.

## Аншлус
Године 1938. Хитлер је придобио Мусолинија око питања уједињења с Аустријом и започиње прве планове Аншлуса. Шуцниг жели избјећи сукоб са Њемачком и 13. марта организује плебисцит око тога да ли Аустријанци желе уједињење са Њемачком или независну Аустрију. Шуцниг је желио да обезбједи гласове за независност. Чак 99% Аустријанаца гласало је за уједињење. Хитлер враћа ово на ултиматум за Шуцнига. У ултиматуму Хитлер је захтјевао да Аустрија усклади своју спољну, војну, економску политику са њемачком, те да Шуцниг постави Артура Зајс-Инкварта за министра унутрашњих послова. Шуцниг прихвата ултиматум 11. марта, јер му је Хитлер обећао војну интервенцију. Шуцнига је на место канцелара наследио Зајс-Инкварта, а већ следећи дан, 12. марта Њемачка шаље своје трупе у Аустрију које преузимају власт. 13. марта Савезна држава Аустрија званично је окончана и проглашена је дијелом Трећег рајха као покрајина Остмарк.